# Molophilus (Molophilus) philpotti
Molophilus (Molophilus) philpotti is een tweevleugelige uit de familie steltmuggen (Limoniidae). De soort komt voor in het Australaziatisch gebied.